# Боб Манно
Боб Манно (італ. Bob Manno, нар. 31 жовтня 1956, Ніагара-Фоллс) — італійський хокеїст, що грав на позиції захисника. Грав за збірну команду Італії.

## Клубна кар'єра
Хокеєм розпочав займатися  1972 року. Ставши молодіжним чемпіоном Канади, 1976 року був обраний на аматорському драфті НХЛ під 26-м загальним номером командою «Ванкувер Канакс». Його також запрошував Квебек Нордікс, який на той час грав у конкуруючій з НХЛ лізі, Всесвітній хокейній асоціації, проте Манно вирішив поїхати у Ванкувер. З 1976 по 1981 почергово виступав за «Ванкувер Канакс» та її фарм-клубами в Центральній хокейній лізі (спочатку за «Тулса Ойлерс», апотім за «Даллас Блек Гоукс»). Певний період часу був безробітним, потім перейшов до «Торонто Мейпл Ліфс», де завдяки вдалим виступам потрапив до Матчу всіх зірок НХЛ.
У сезоні 1982/83 році вперше потрапив до чемпіонату Італії, в «Мерано», при цьому, завдяки подвійному громадянству (мав італійський паспорт), отримав право грати за «націонале азура». Проте вже наступного сезону повернувся до НХЛ, де протягом двох років грав за «Детройт Ред-Вінгс».
Після цього повернувся до Італії, де провів дев'ять сезонів: 2 — у «Мерано» (у сезоні 1985/86 років виграв чемпіонат Італії), 2 — у «Фасса», 3 — у «Девілз» (Мілан) (вдруге в кар'єрі, в сезоні 1990/91 років, виграв чемпіонат Італії) та 2 — у «Больцано» (виграв Альпійську лігу).
Загалом провів 388 матчів у НХЛ, включаючи 17 ігор плей-оф Кубка Стенлі.

## Кар'єра в збірній
Дебютував у футболці національної збірної Італії 1982 році, у товариському матчі проти Фінляндії під час підготовки до Чемпіонату світу 1982 року, де Італія вперше з 1959 року виступала у групі А, де відзначився дебютною шайбою за національну команду в програному (1:4) поєдинку.
Потім грав за італійську збірну на чемпіонатах світу 1982 та 1983 років, в останньому з яких не зміг завадити власній збірній вилетіти в групу Б.
Під час виступів у НХЛ до збірної не викликався. До національної команди повернувся 1986 років, у складі якої виступав на чемпіонатах світу (група Б) 1986, 1987, 1989, 1990 та 1991 років, в останньому з яких італійці підвищилися в класі.
Перемога на чемпіонаті світу 1991 року, окрім кваліфікації до групи А на чемпіонат світу 1992 року, також означала для Італії кваліфікацію до Олімпійського турніру в Альбервілі 1992 року. Цей турнір став останнім для Боба Манно на міжнародному рівні.
На головних турнірах світового хокею провів 24 гри в складі збірної Італії.

## Кар'єра тренера
По завершенні кар'єри гравця в 1994 році розпочав тренерську діяльність, на посаді головного тренера «Больцано», одразу вигравши чемпіонат Італії та турнір 6 Націй. У сезоні 1995/96 років знову тріумфував у чемпіонаті Італії.
Потім він перейшов до тренера «Девілз» (Мілан), з яким фінішував на другому місці в Серії A 1996/97, поступившись «Больцано». Після цього президент клубу, за поразку від «Больцано», відмовився від послуг усіх гравців, а Манно перейшов у «Мерано». До 2001 року тренував в Італії («Азіаго»), в Німеччині («Франкфурт Лайонз» та «Аугсбург Пантерс»). Протягом 7-и наступних років не працював, а наприкінці 2007 року повернувся до роботи, очоливши «Страубінг Тайгерс», який тренував протягом двох сезонів. Після цього перейшов до «Інгольштадту», звідки його звільнили у лютому 2010 року.

## Статистика

### Клубні виступи
| Сезон                        | Клуб                         | Ліга                         | Регулярний сезон | Регулярний сезон | Регулярний сезон | Регулярний сезон | Регулярний сезон | Плей-оф | Плей-оф | Плей-оф | Плей-оф | Плей-оф |
| Сезон                        | Клуб                         | Ліга                         | І                | Г                | П                | О                | ШХ               | І       | Г       | П       | О       | ШХ      |
| ---------------------------- | ---------------------------- | ---------------------------- | ---------------- | ---------------- | ---------------- | ---------------- | ---------------- | ------- | ------- | ------- | ------- | ------- |
| 1972–73                      | «Ніагара Феллс Флаєрс»       | JHL                          | 36               | 1                | 14               | 15               | 78               | —       | —       | —       | —       | —       |
| 1973–74                      | «Гамільтон Ред Вінгс»        | OHA-мол.                     | 63               | 3                | 19               | 22               | 105              | —       | —       | —       | —       | —       |
| 1974–75                      | «Сент-Катарінс Блек Гоукс»   | OMJHL                        | 70               | 9                | 38               | 47               | 171              | 4       | 0       | 1       | 1       | 23      |
| 1975–76                      | «Сент-Катарінс Блек Гоукс»   | OMJHL                        | 55               | 9                | 54               | 63               | 87               | 4       | 1       | 4       | 5       | 14      |
| 1976–77                      | «Ванкувер Канакс»            | НХЛ                          | 2                | 0                | 0                | 0                | 0                | —       | —       | —       | —       | —       |
| 1976–77                      | «Тулса Ойлерс»               | CHL                          | 73               | 18               | 36               | 54               | 109              | 9       | 1       | 7       | 8       | 19      |
| 1977–78                      | «Ванкувер Канакс»            | НХЛ                          | 49               | 5                | 14               | 19               | 29               | —       | —       | —       | —       | —       |
| 1977–78                      | «Тулса Ойлерс»               | CHL                          | 20               | 5                | 15               | 20               | 21               | —       | —       | —       | —       | —       |
| 1978–79                      | «Ванкувер Канакс»            | НХЛ                          | 52               | 5                | 16               | 21               | 42               | 3       | 0       | 1       | 1       | 4       |
| 1978–79                      | «Даллас Блек Гокс»           | CHL                          | 23               | 8                | 9                | 17               | 18               | —       | —       | —       | —       | —       |
| 1979–80                      | «Ванкувер Канакс»            | НХЛ                          | 40               | 3                | 14               | 17               | 14               | 4       | 1       | 0       | 1       | 6       |
| 1980–81                      | «Ванкувер Канакс»            | НХЛ                          | 20               | 0                | 11               | 11               | 30               | 3       | 0       | 0       | 0       | 2       |
| 1980–81                      | «Даллас Блек Гокс»           | CHL                          | 40               | 7                | 36               | 43               | 65               | —       | —       | —       | —       | —       |
| 1981–82                      | «Торонто Мейпл-Ліфс»         | НХЛ                          | 72               | 9                | 41               | 50               | 67               | —       | —       | —       | —       | —       |
| 1982–83                      | «Мерано»                     | ITA                          | 28               | 15               | 32               | 47               | 40               | 10      | 4       | 12      | 16      | 17      |
| 1983–84                      | «Детройт Ред-Вінгс»          | НХЛ                          | 62               | 9                | 13               | 22               | 60               | 4       | 0       | 3       | 3       | 0       |
| 1983–84                      | «Адірондак Ред-Вінгс»        | АХЛ                          | 12               | 5                | 11               | 16               | 18               | —       | —       | —       | —       | —       |
| 1984–85                      | «Детройт Ред-Вінгс»          | НХЛ                          | 74               | 10               | 22               | 32               | 32               | 3       | 1       | 0       | 1       | 0       |
| 1985–86                      | «Мерано»                     | ITA                          | 36               | 28               | 78               | 106              | 68               | 6       | 1       | 8       | 9       | 12      |
| 1986–87                      | «Мерано»                     | ITA                          | 28               | 14               | 42               | 56               | 54               | —       | —       | —       | —       | —       |
| 1987–88                      | «Фасса»                      | ITA                          | 34               | 12               | 48               | 60               | 69               | 9       | 2       | 13      | 15      | 28      |
| 1988–89                      | «Фасса»                      | ITA                          | 38               | 12               | 52               | 64               | 61               | —       | —       | —       | —       | —       |
| 1989–90                      | «Девілз» (Мілан)             | ITA                          | 34               | 13               | 39               | 52               | 61               | 6       | 1       | 3       | 4       | 13      |
| 1990–91                      | ХК «Девілз» (Мілан)          | ITA                          | 32               | 7                | 43               | 50               | 61               | 6       | 1       | 12      | 13      | 4       |
| 1991–92                      | ХК «Девілз» (Мілан)          | ITA                          | 10               | 3                | 11               | 14               | 13               | 12      | 4       | 6       | 10      | 10      |
| 1992–93                      | «Больцано»                   | ITA                          | 15               | 3                | 13               | 16               | 9                | 11      | 1       | 8       | 9       | 20      |
| 1993–94                      | «Больцано»                   | AL                           | 24               | 5                | 29               | 34               | 69               | —       | —       | —       | —       | —       |
| 1993–94                      | «Больцано»                   | ITA                          | 10               | 1                | 12               | 13               | 22               | 9       | 3       | 2       | 5       | 22      |
| Усього в НХЛ                 | Усього в НХЛ                 | Усього в НХЛ                 | 371              | 41               | 131              | 172              | 274              | 17      | 2       | 4       | 6       | 12      |
| Усього в CHL                 | Усього в CHL                 | Усього в CHL                 | 156              | 38               | 96               | 134              | 213              | 9       | 1       | 7       | 8       | 19      |
| Усього в Італійській Серії A | Усього в Італійській Серії A | Усього в Італійській Серії A | 265              | 108              | 370              | 478              | 458              | 69      | 17      | 64      | 81      | 126     |

### Збірна
| Рік                        | Команда                    | Турнір                     | І  | Г | П  | О  | ШХ |
| -------------------------- | -------------------------- | -------------------------- | -- | - | -- | -- | -- |
| 1982                       | Італія                     | ЧС                         | 7  | 1 | 1  | 2  | 12 |
| 1983                       | Італія                     | ЧС                         | 10 | 0 | 4  | 4  | 16 |
| 1986                       | Італія                     | ЧС B                       | 7  | 2 | 1  | 3  | 10 |
| 1987                       | Італія                     | ЧС B                       | 4  | 0 | 2  | 2  | 8  |
| 1989                       | Італія                     | ЧС B                       | 7  | 0 | 5  | 5  | 5  |
| 1990                       | Італія                     | ЧС B                       | 7  | 1 | 4  | 5  | 10 |
| 1991                       | Італія                     | ЧС B                       | 7  | 0 | 7  | 7  | 4  |
| 1992                       | Італія                     | ОІ                         | 7  | 1 | 2  | 3  | 22 |
| Tier I Національна збірна  | Tier I Національна збірна  | Tier I Національна збірна  | 24 | 2 | 7  | 9  | 50 |
| Tier II Національна збірна | Tier II Національна збірна | Tier II Національна збірна | 32 | 3 | 19 | 22 | 37 |

## Досягнення

### Як гравця
Клубні
- Серія A
  -  Чемпіон (2): 1985/86 («Мерано»), 1990/91 («Девілз»)

- Альпійська ліга
  -  Чемпіон (1): 1993/94 («Больцано»)

Збірна
- Чемпіонат світу (дивізіон I)
  -  Чемпіон (1): 1991

Індивідуальні
- Матч усіх зірок НХЛ (1): 1982

### Як тренера
«Больцано»
- Серія A
  -  Чемпіон (2): 1994/95, 1995/96

- Турнір семи націй
  -  Чемпіон (1): 1994/95